# Cena Aniara
Cena Aniara (švédsky Aniara-priset) je literární cena, kterou na návrh Bengta Holmströma založil roku 1974 Svaz švédských knihoven (Svensk Biblioteksförening). Uděluje se každoročně švédským spisovatelům beletrie pro dospělé. Kandidáty vybírá komise volená na dva kalendářní roky.

## Laureáti
- 1974 P C Jersild
- 1975 Göran Sonnevi
- 1976 Per Olov Enquist
- 1977 Göran Palm
- 1978 Tora Dahl
- 1979 Lars Ardelius
- 1980 Erik Beckman
- 1981 Birgitta Trotzig
- 1982 Lars Norén
- 1983 Gunnel Ahlin och Lars Ahlin
- 1984 Torgny Lindgren
- 1985 Tomas Tranströmer
- 1986 Olof Lagercrantz
- 1987 Göran Tunström
- 1988 Karl Vennberg
- 1989 Kerstin Ekman
- 1990 Niklas Rådström
- 1991 Sara Lidman
- 1992 Werner Aspenström
- 1993 Sven Lindqvist
- 1994 Eva Ström
- 1995 Bo Carpelan
- 1996 Bodil Malmsten
- 1997 Willy Kyrklund
- 1998 Lennart Sjögren
- 1999 Birgitta Stenberg
- 2000 Jesper Svenbro
- 2001 Agneta Pleijel
- 2002 Elsie Johansson
- 2003 Lars Gustafsson
- 2004 Elisabeth Rynell
- 2005 Monika Fagerholm
- 2006 Magnus Florin
- 2007 Tua Forsström
- 2008 Anne-Marie Berglund
- 2009 Erik Eriksson
- 2010 Ann Jäderlund
- 2011 Kristian Lundberg
- 2012 Bruno K. Öijer
- 2013 Jonas Hassen Khemiri
- 2014 Kjell Westö
- 2015 Sara Stridsberg
- 2016 Claes Andersson
- 2017 Johannes Anyuru
- 2018 Eva-Stina Byggmästar
- 2019 Mirja Unge
- 2020 Lina Wolff
- 2021 Thomas Tidholm
- 2022 Hans Gunnarsson